# Digitaria insularis
El camalote (Digitaria insularis) es una especie de fanerógama  en el género Digitaria.  

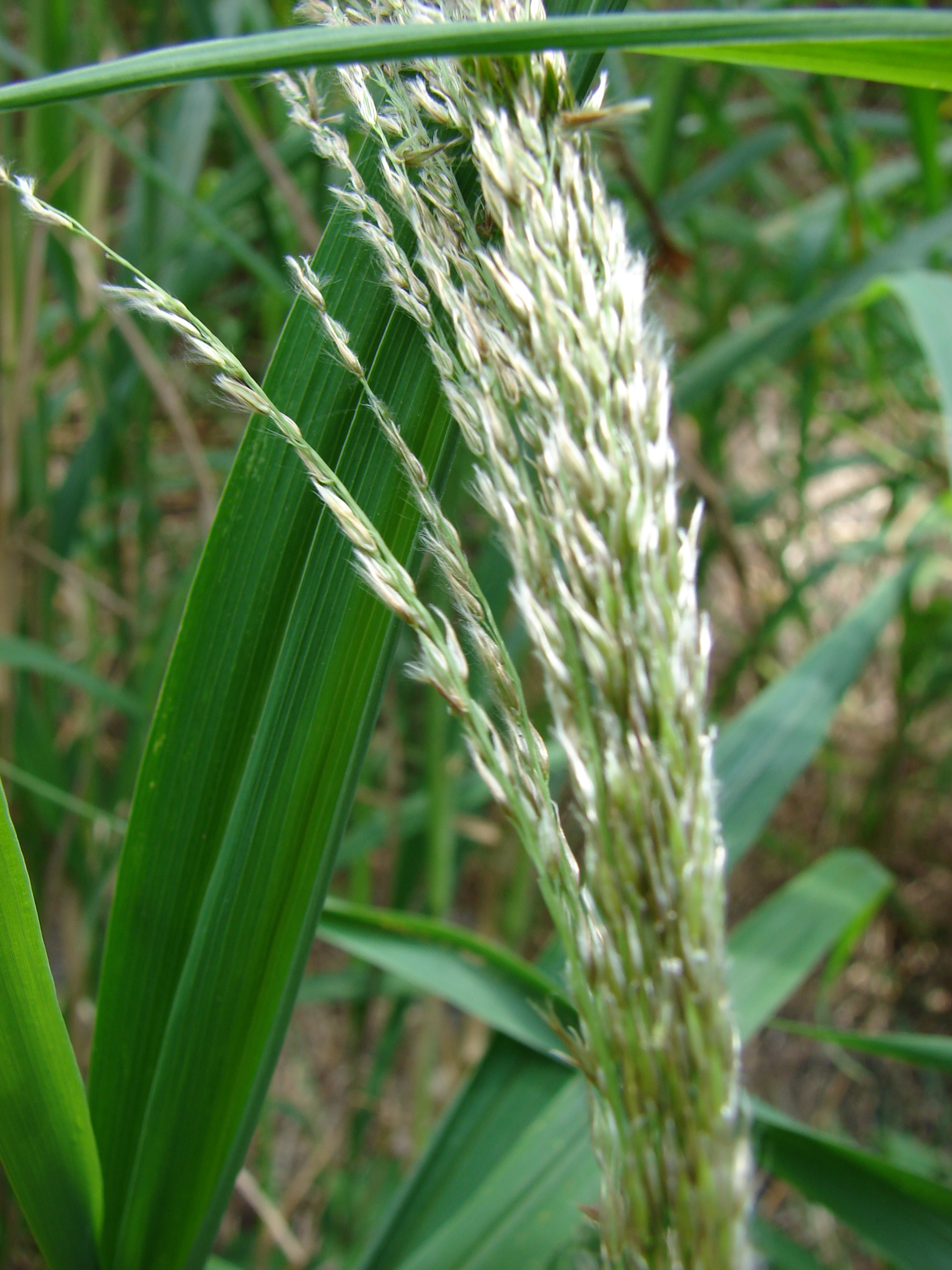
Espigas

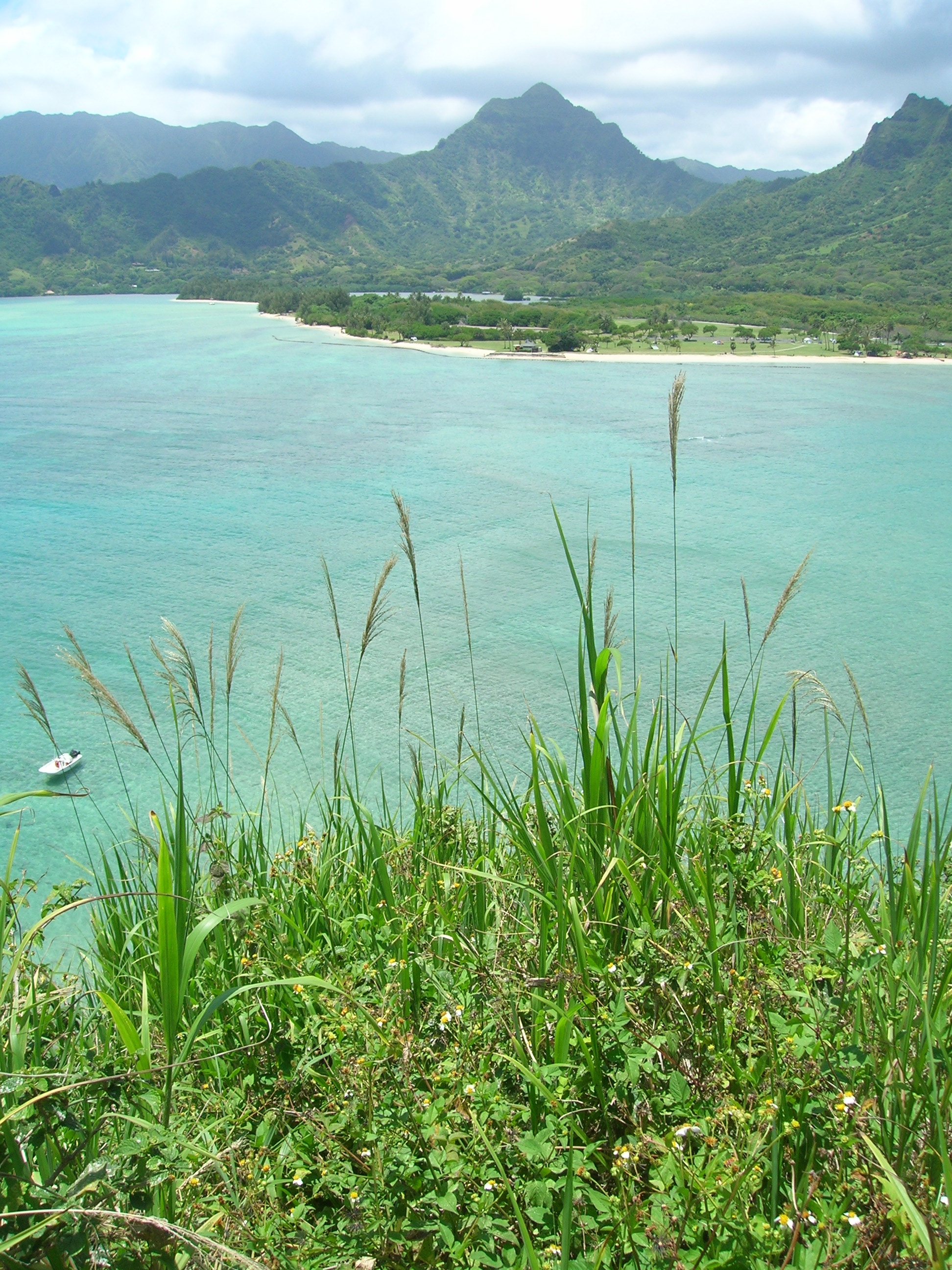
En su hábitat

## Descripción
Es una planta perenne cespitosa; con tallos que alcanzan un tamaño de 80–130 cm de largo, erectos, ramificados desde los nudos inferiores y medios; bases hinchadas, con brácteas lanosas; entrenudos y nudos glabros. Vainas en su mayoría papiloso-pilosas; lígula de 4–6 mm de largo; láminas lineares, 20–50 cm de largo y 10–20 mm de ancho, escábridas. Inflorescencia 20–35 cm de largo, racimos numerosos, 10–15 cm de largo, solitarios, raquis de los racimos triquetro, 0.4–0.7 mm de ancho, escabroso; espiguillas lanceoladas, 4.2–4.6 mm de largo, pareadas, caudadas, densamente cubiertas con tricomas hasta 6 mm de largo, cafés o blanquecinos, extendiéndose hasta 5 mm del ápice de la espiguilla; gluma inferior triangular a ovada, hasta 0.6 mm de largo, enervia, membranácea, gluma superior 3.5–4.5 mm de largo, aguda, 3–5-nervia, ciliada; lema inferior tan larga como la espiguilla, acuminada, 7-nervia, cubierta por tricomas sedosos, lema superior 3.2–3.6 mm de largo, acuminada, café obscura; anteras 1–1.2 mm de largo.

## Distribución y hábitat
Especie común, se encuentra en playas y áreas perturbadas, a una altitud de 0–1400 m; fl y fr mar, jun–dic;  nativa del sur de los Estados Unidos a Argentina, también en las Antillas, introducida en Asia tropical y algunas islas del Pacífico.

## Taxonomía
Digitaria insularis fue descrita por (L.) Mez ex Ekman  y publicado en Just's botanischer Jahresbericht. 31(1, 5): 778. 1904.
Etimología
Digitaria: nombre genérico derivado del latín "dígitus" = (dígito o dedo) ya que se distinguen por sus alargadas inflorescencias que parecen dedos.
insularis: epíteto latino que significa "insular".
Sinonimia
- Agrostis villosa Steud.
- Agrostis villosa Chaix
- Andropogon fabricii Henrard
- Andropogon insularis L.
- Digitaria insularis (L.) Fedde
- Digitaria leucophaea (Kunth) Stapf
- Milium hirsutum P.Beauv.
- Milium villosum Sw.
- Monachne unilateralis Roem. & Schult.
- Nardus dactyloides Rol. ex Rottb.
- Panicum duchaissingii Steud.
- Panicum falsum Steud.
- Panicum gavanianum Steud. ex Döll
- Panicum gavanianum Steud. ex Lechler
- Panicum insulare (L.) G.Mey.
- Panicum insulare var. insulare
- Panicum lanatum Rottb.
- Panicum leucophaeum Kunth
- Panicum leucophaeum Benth.
- Panicum saccharoides A.Rich.
- Saccharum polystachyum Siebold ex Kunth
- Scirpoides fabri Rottb.
- Syntherisma insularis (L.) Millsp.
- Trichachne insularis (L.) Nees
- Tricholaena insularis (L.) Griseb.
- Tricholaena saccharoides Griseb.
- Valota insularis (L.) Chase[4][5]